# Mlynárová
Mlynárová (1312 m) – szczyt w zachodniej części Niżnych Tatr na Słowacji. Znajduje się w środkowej części wschodnich zboczy Doliny Sopotnickiej (Sopotnická dolina), w długim grzbiecie odbiegającym od  Košariska poprzez wzniesienia Ondrejská hoľa (1591 m), Chabenec (1516 m), Mlynárová i Bukový diel. Jej masyw znajduje się prawie w całości poza granicami Parku Narodowego Niżne Tatry.
Mlynárová na mapach zaznaczana jest jako szczyt, w istocie jednak jest to tylko punkt, w którym następuje załamanie spadku grzbietu; łagodny grzbiet biegnący od strony Chabenca w punkcie tym zaczyna ponownie ostro opadać na południe (stąd druga nazwa tego miejsca: Kopec). W południowo-zachodnim kierunku z Mlynárovej do Doliny Sopotnickiej opada krótki grzbiet oddzielający dolinę potoku Ramžené od drugiego, bezimiennego. Wschodnie stoki Mlynárovej opadają do Doliny Bukowskiej (Bukovská dolina).
Mlynárová jest całkowicie porośnięta lasami, częściowo świerkowymi, częściowo bukowymi. Na zboczach nad Doliną Sopotnicką miejscami spotkamy ukryte wśród drzew niewielkie odsłonięcia skalne. Nie prowadzi nią żaden szlak turystyczny.